# Henry Lee Junior
Henry Lee Man-Kee Junior (chiń. 李萬祺; ur. 18 marca 1958 w Hongkongu) – hongkoński kierowca wyścigowy.

## Kariera
Lee Junior rozpoczął karierę w wyścigach samochodowych w 1995 roku od startów w Global GT Championship, gdzie jednak nie zdobywał punktów. W późniejszych latach Hongkończyk pojawiał się także w stawce Asian Touring Car Championship, Azjatyckiej Formuły Renault, Chinese Circuit Racing Championship oraz World Touring Car Championship.
W World Touring Car Championship Hongkończyk wystartował podczas pierwszego wyścigu rundy w Makau w sezonie 2007. Wyścigu tego jednak nie ukończył.